# Oskar Zawisza
Oskar Zawisza (ur. 23 listopada 1878 w Jabłonkowie, zm. 18 stycznia 1933 w Cierlicku) – polski ksiądz katolicki, kompozytor, działacz oświatowy i kulturalny.

## Biografia
Był synem nauczyciela z Jabłonkowa. Ukończył niemieckie gimnazjum w Bielsku, a następnie studia teologiczne w Ołomuńcu. Uczeń kompozytora Josefa Nešvera. Święcenie kapłańskie przyjął 23 lipca 1902 roku; następnie został administratorem w Piotrowicach koło Karwiny. Później był wikarym w Błędowicach, Lutyni Niemieckiej, Strumieniu i Cieszynie, a od 1 lipca 1911 roku proboszczem w Cierlicku.
Współpracował z Gwiazdką Cieszyńską i Zaraniem Śląskim. Prowadził badania historyczne i etnograficzne. Był autorem Dziejów Strumienia, Dziejów Karwiny i Śpiewnika górniczego, oper zatytułowanych m.in. Dożynki, Święta Barbara i Czarne diamenty, poematu symfonicznego Znad brzegów Olzy oraz symfonii Z niwy śląskiej.